# Obereopsis bicoloricornis
Obereopsis bicoloricornis là một loài bọ cánh cứng trong họ Cerambycidae.